# Opération Tailwind
Pendant Guerre du Viêt Nam
L'opération Tailwind était une incursion secrète d'une petite unité militaire d'élite composée de membres des forces spéciales non conventionnelles de l'armée américaine (unités MACV-SOG), et de commando de l'armée de la république du sud Viêt Nam (ARVN) dans le sud-est du Laos pendant la guerre du Viêt Nam, menée du 11 au 14 septembre 1970. Son but était de créer une diversion durant une offensive de l'armée royale laotienne et d'exercer une pression sur les forces d'occupation de l'armée populaire vietnamienne (PAVN) le long de la piste Hô Chi Minh.
Restée longtemps secrète, cette opération fit l'objet d'une investigation menée conjointement par CNN et Time Magazine, laquelle fut publiée et diffusée en juin 1998. Le segment télévisé intitulé Valley of Death affirma notamment que le support aérien américain avait utilisé du gaz neurotoxique sarin contre les forces ennemies, et que d'autres crimes de guerre furent commis pendant cette opération. Par la suite CNN rétracta publiquement son reportage à la suite d'une plainte d'anciens militaires impliqués dans les événements de septembre 1970 et après investigation du Pentagone.